# Lapor
Laporovec je vrsta sedimentne kamnine, sive do rumenkaste barve. Nastane s sprijetjem zrn gline, melja in apnenca ali dolomita. Razen glinenih mineralov vsebuje tudi kalcit ali dolomit. Tipični muljevci vsebujejo manj kot 10 % kalcita, medtem ko je za laporovce običajna količina kalcita med 30 in 70 %.
Zaradi prisotnosti kalcita laporovce ločimo od muljevcev po reakciji z 10 % HCl - laporovci bodo reagirali, muljevci pa ne.
Lapor se uporablja za izdelavo cementa.